# Jacobus van Ginneken
Jacobus Johannes Antonius van Ginneken, född 21 april 1877 i Oudenbosch, död 20 oktober 1945 i Nijmegen, var en nederländsk språkforskare.
Efter humanistiska och teologiska studier vid universitet och jesuitkollegier blev van Ginneken professor vid universitet i Nijmegen 1923. Han gjorde betydelsefulla insatser inom språkpsykologin med Principes de linguistique psychologique (1907) och inom den nederländska dialektforskningen med Handboek der Nederlandsche taal (2 band, 1913–1914, 2:a utgåvan i ett band 1928). Ginneken ägnade sig åt språkbiologiska frågor i skrifterna Die Erblichkeit der Lautgesetze (i Indogermanische Forschungen, 1927), La biologie de la base d'articulation (i Journal de psychologie normale et pathologie, 1933) och Ras en taal (1935), vilka delvis möttes av kritik inom fackvetenskapen.